# Stanisław Tatar

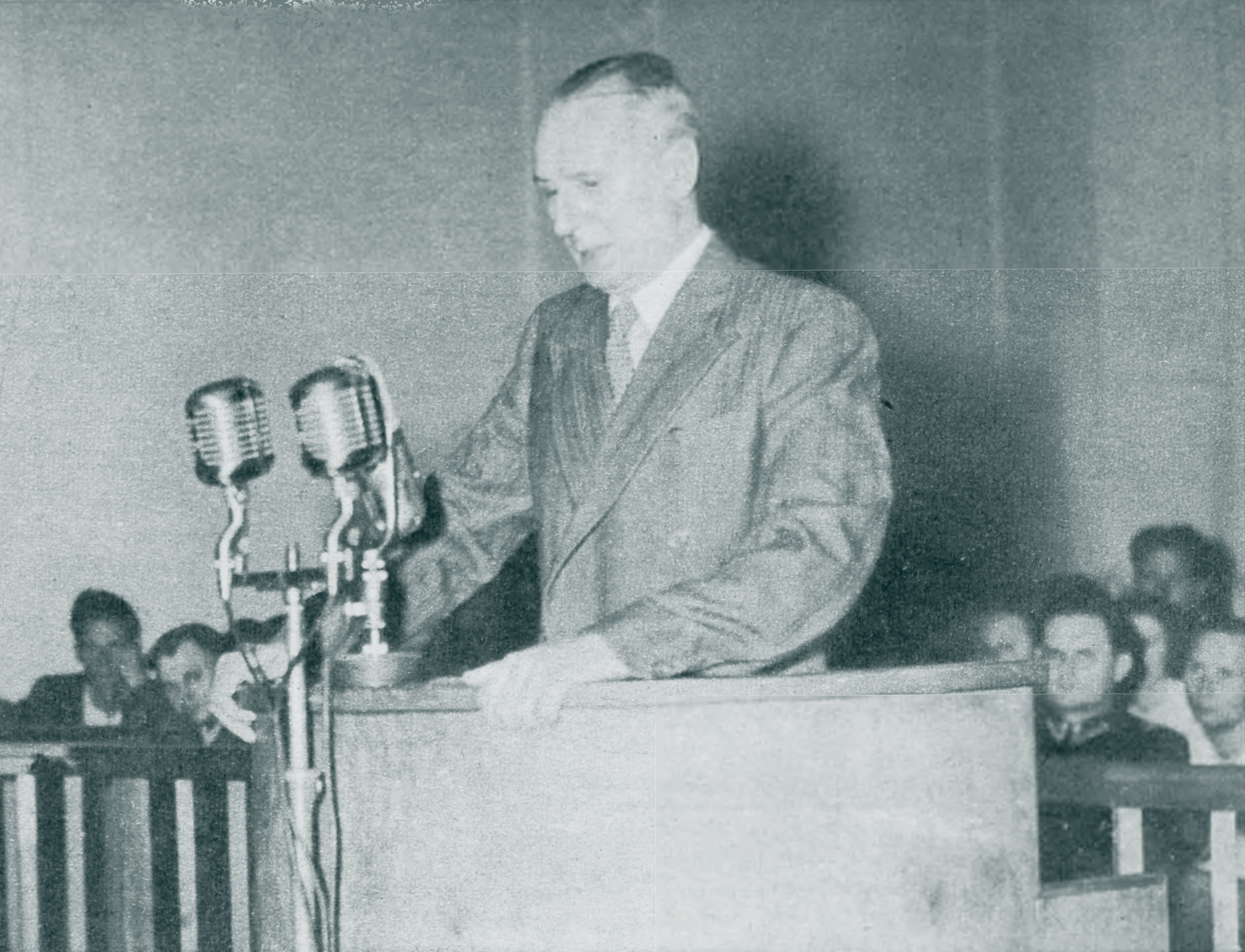
Podczas procesu (1951)

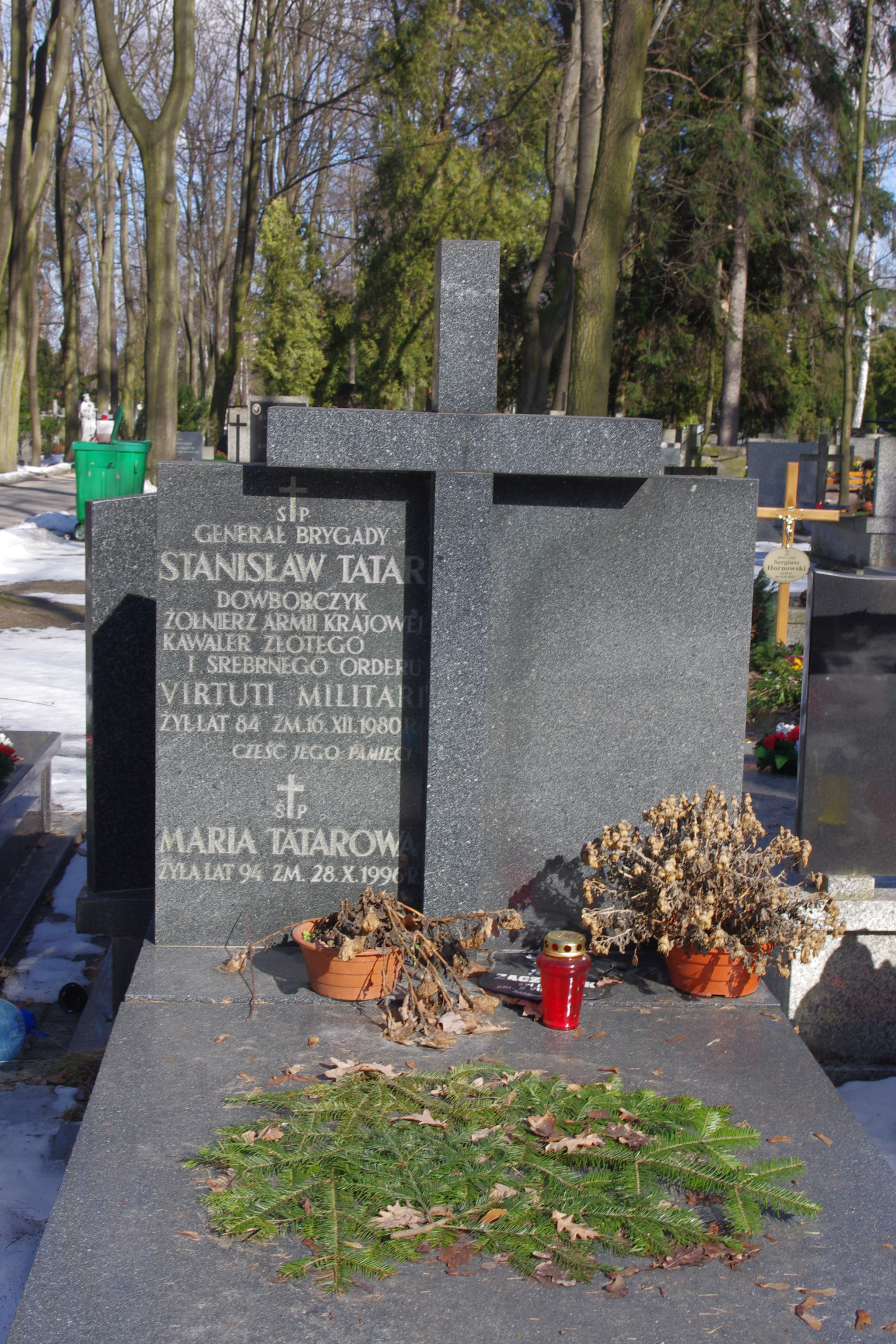
Grób gen. Stanisława Tatara i jego żony Marii na Wojskowych Powązkach w Warszawie

Stanisław Tatar ps. „Erazm”, „Tabor”, „Turski”, „Warta” (ur. 3 października 1896 w Biórkowie Wielkim, zm. 16 grudnia 1980 w Warszawie) – generał brygady Polskich Sił Zbrojnych i Ludowego Wojska Polskiego.

## Życiorys

### Dzieciństwo i młodość
Urodził się 3 października 1896 w Biórkowie Wielkim, w powiecie miechowskim, jako syn Wojciecha Tatara nauczyciela szkoły powszechnej oraz Marii z Grzybowskich. W 1915 r. ukończył obecne VIII Liceum Ogólnokształcące w Warszawie im. Władysława IV. Świadectwo maturalne otrzymał z medalem. Podjął studia na Wydziale Matematycznym Uniwersytetu Warszawskiego. Latem 1915 ewakuowany wraz z uczelnią do Rostowa nad Donem.

### Służba w carskiej armii
Jako poddany rosyjski otrzymał powołanie do Armii Imperium Rosyjskiego. W okresie od grudnia 1915 r. do czerwca 1916 r. studiował w Oficerskiej Szkole Artylerii w Odessie i otrzymał patent oficerski z rąk cara Mikołaja II. W 1917 przeniesiony jako podporucznik do I Korpusu Polskiego gen. Józefa Dowbor-Muśnickiego, formowanego w Rosji po rewolucji lutowej i obaleniu caratu. Od listopada 1917 do maja 1918 dowodził samodzielnym dywizjonem artylerii ciężkiej we wspomnianym korpusie. Wiosna 1918 otrzymał awans na porucznika. Po rozwiązaniu Korpusu przez Niemców i demobilizacji wrócił do Kongresówki, gdzie w listopadzie 1918 brał udział w rozbrajaniu Niemców.

### Służba w Wojsku Polskim
W czasie wojny polsko-bolszewickiej dowodził baterią. 3 maja 1922 roku został zweryfikowany w stopniu kapitana ze starszeństwem z dniem 1 czerwca 1919 roku i 233. lokatą w korpusie oficerów artylerii. Jego oddziałem macierzystym był wówczas 8 pułk artylerii polowej w Płocku. W tym samym roku dowodził grupą manewrową artylerii w Doświadczalnym Centrum Wyszkolenia Armii w Rembertowie. Od października 1923 roku, po ukończeniu kursu dowódców, dowódca 2 baterii podchorążych w Oficerskiej Szkole Artylerii w Toruniu. 1 grudnia 1924 roku awansował na majora ze starszeństwem z dniem 15 sierpnia 1924 roku i 91. lokatą w korpusie oficerów artylerii. Od marca 1927 dowódca 1 dywizjonu 17 Pulku Artylerii Ciężkiej w Gnieźnie (sic!).
Od 20 grudnia 1929 roku, uczestnik X Kursu Wyższej Szkoły Wojennej w Warszawie. Po ukończeniu pierwszego roku skierowany na studia w Wyższej Szkole Wojennej w Paryżu (fr. École Supérieure de Guerre). 14 grudnia 1931 roku awansował na podpułkownika ze starszeństwem z dniem 1 stycznia 1932 roku i 7. lokatą w korpusie oficerów artylerii. Po ukończeniu studiów jako oficer dyplomowany od 1 listopada 1932 roku przydzielony do Oddziału III (operacyjnego) Sztabu Głównego w Warszawie. Od 28 września 1933 wykładowca, następnie kierownik katedry taktyki artylerii Wyższej Szkoły Wojennej. Od 14 lutego 1938 roku dowódca 3 pułku artylerii lekkiej Legionów w Zamościu. Awansowany na stopień pułkownika ze starszeństwem od 19 marca 1939 roku i 8. lokatą w korpusie oficerów artylerii.
Od sierpnia 1939, także w początkowym okresie agresji III Rzeszy na Polskę dowódca artylerii dywizyjnej 3 Dywizji Piechoty Legionów, m.in. uczestnik walk pod Tomaszowem. W Niezdowie kierował z dobrym skutkiem tzw. policyjną zaporą, mającą za zadanie dbać o ład i porządek oraz odsyłać zagubionych żołnierzy do formowanych jednostek wojskowych.
17 września 1939 rozwiązał resztki dywizji, wraz z dwójką oficerów aresztowany na granicy, osadzony w szpitalu, z którego po kilku dniach zbiegł. Ukrywał się w nadleśnictwie Lipa obok Zaklikowa, później w leśniczówce Flisy ordynacji hrabiego Jana Zamoyskiego. Tam zajmował się handlem drzewem, podając się za inżyniera z Warszawy o nazwisku Talar.

### Działalność konspiracyjna i służba w PSZ
Od stycznia 1940 organizator oraz szef Oddziału II (operacyjnego) Komendy Głównej Związku Walki Zbrojnej. Od 1941 szef Oddziału III a KG ZWZ, wraz z ppłk dypl. Jerzym Kirchmayerem przygotowywał plany operacyjne powstania powszechnego. 1 października 1943 awansowany na stopień generała brygady. W drugiej połowie 1943 przygotowywał plany operacyjne akcji „Burza”. W listopadzie 1943 napisał do dowódcy AK gen. Tadeusza Komorowskiego memorandum, w którym postulował zmianę orientacji Polski z prozachodniej na prosowiecką oraz m.in. oddanie ZSRR połowy terytorium II R.P., w tym Kresów. W reakcji na to memorandum dowódca Armii Krajowej gen. Komorowski oraz szef sztabu KG AK gen. Pełczyński udzielili Tatarowi ostrej reprymendy za chęć kolaboracji z wrogiem.
Dowództwo Armii Krajowej zdecydowało, że Tatar nie może pozostawać w KG AK wobec spodziewanego wkroczenia Armii Czerwonej na przedwojenne terytorium Polski. Zdecydowano o wysłaniu go do Sztabu Naczelnego Wodza w Londynie w celu przedstawienia stanu przygotowań do powstania powszechnego. Odleciał do Wielkiej Brytanii w nocy 15/16 kwietnia 1944 w operacji lotniczej brytyjskiego SOE, kryptonim Most (brytyjski kryptonim Wildhorn II), po starcie z polowego lotniska „Bąk” (N51°11′ E22°22′), w okolicach miejscowości Matczyn, 35 km od Lublina, samolotem Dakota FD-919 „I” z brytyjską załogą 267 Dywizjonu RAF, współpilotowanym przez Bolesława Koprowskiego z polskiej 1586 Eskadry Specjalnego Przeznaczenia. Samolot wylądował na lotnisku w Brindisi (Włochy), skąd Tatar miał być przerzucony do Londynu.
Po przylocie Tatar rozmawiał z mjr dypl. Janem Jaźwińskim, dowódcą Głównej Bazy Przerzutowej w Latiano nieopodal Brindisi oficerem wywiadu z Oddziału VI (Specjalnego) Sztabu Naczelnego Wodza, odpowiedzialnym za organizację zrzutów cichociemnych oraz zaopatrzenia dla Armii Krajowej:
Gen. Tatar oznajmił, że przybywa w charakterze pełnomocnika dowódcy AK wraz z dwoma oficerami, którzy pracować będą w O.Sp. jako eksperci znający możliwości przyjęcia zrzutów lotniczych w Kraju.
Zaproponowałem: Chciałbym zapoznać pana generała z możliwościami Bazy Jutrzenka [Główna Baza Przerzutowa], która obecnie i w najbliższych miesiącach jest jedynym źródłem przerzutu do AK.
Gen. Tatar odpowiedział: Nie jestem zainteresowany ani Bazą Jutrzenka, ani też możliwościami przerzutu lotniczego w ogóle. Przybywam z misją. (...) W ciągu następnej półtorej godz. Tatar wygłosił tyradę zarzutów w stosunku do polityki rządu RP przed wojną oraz rządu RP na emigracji. (…) Wyszedłem zmęczony tą sowiecką propagandą wyrażoną przez pełnomocnika dowódcy AK.
Jak relacjonował kpt. dypl. Jan Podoski, po przylocie także kpt. Harold Perkins, szef polskiej sekcji Special Operations Executive – „rozmawiał dwukrotnie z Tatarem. Ja tłumaczyłem. Perkins powiedział mnie: Wystarczą te dwa razy. Tatar damned fool [głupi jak but – tłum. Kajetan Bieniecki] nie ma pojęcia o roli A.K., albo usiłuje zniszczyć A.K. w oczach Aliantów albo, na co wskazują dane z wywiadu brytyjskiego, kontaktuje się ze znanym nam agentem ambasady sowieckiej”.
25 kwietnia 1944 Tatar wraz z wicepremierem Stanisławem Mikołajczykiem oraz Zygmuntem Berezowskim uczestniczył w spotkaniu z premierem Wielkiej Brytanii Winstonem Churchillem. Podczas spotkania „sytuację AK referował Tatar. Rozpoczął referat opisem plutonu samodzielnego AK określając ilość tych plutonów na 6500. Robiło to wrażenie, że tak zwana Armia Krajowa jest niezorganizowanym zlepkiem małych, lokalnych grupek ludzi. Churchill słuchał tego referatu kilka minut, wstał i wychodząc powiedział Mikołajczykowi: Podobną relację o AK słyszałem już w Moskwie”. W rozmowie z mjr dypl. Janem Jaźwińskim, oficer SOE płk. Henry McLeod Threfall skomentował – „Wiem, że w Moskwie Sowiety uparcie powtarzali, że nie ma co liczyć się z AK, gdyż jest to tylko luźne nie zorganizowane zbiorowisko drobnych band leśnych. Niezgodne to jest z opinią SOE wielokrotnie sprawdzaną. Jest to niewątpliwie dobrze i całkowicie zorganizowana siła zdolna do walki. Potwierdza tę opinię sprawne przyjęcie lotów zrzutowych na całym terenie, do którego sięgamy z Włoch.
W maju 1944 przyjął propozycję szefa Sztabu Naczelnego Wodza gen. Kopańskiego, został jego zastępcą do spraw krajowych, podlegał mu Oddział VI (Specjalny). Towarzyszył premierowi Stanisławowi Mikołajczykowi w czerwcu 1944 w podróży do Waszyngtonu. Po powrocie doprowadził do zmian personalnych, m.in. 26 czerwca 1944 utworzył dowództwo „Elba” we Włoszech, podporządkowując mu włoskie placówki Oddziału VI: Główną Bazę Przerzutową (bazę nr 10) w Latiano, ośrodek szkoleniowy cichociemnych (bazę nr 10) w Ostuni oraz placówkę „Capri” w Bari. Na początku lipca 1944 z jego rekomendacji szefem Oddziału VI został ppłk dypl. Marian Utnik.
Andrzej Pomian vel Bohdan Sałaciński – „Tatar był człowiekiem brutalnym i prymitywnym. (…) Przez ponad pół roku razem jadaliśmy codziennie śniadanie. Wyłuszczał mi wtedy swoje poglądy. Uważał, że Związek Sowiecki stanie się niebawem na wszystkich ziemiach polskich decydującym czynnikiem siły. Tak samo i ja oceniałem, na tym jednak kończyły się podobieństwa. Tatar był bowiem zdania, że w tych warunkach Polska powinna wejść w układy z Moskwą, poczynić na jej rzecz ustępstwa i zmienić orientację z prozachodniej na prosowiecką.”
Według historyka Zbigniewa S. Siemaszko Tatar jest odpowiedzialny za taką wersję planu Akcji „Burza”, który nakazywał dowódcom oddziałów Armii Krajowej ujawnianie się wobec oddziałów Armii Czerwonej, co skutkowało aresztowaniami, rozstrzeliwaniem oraz zsyłką do łagrów żołnierzy AK. Według ustaleń historyków, Tatar ingerował także w depesze radiowe pomiędzy Naczelnym Wodzem a dowódcą Armii Krajowej, m.in. inspirując wybuch Powstania Warszawskiego. Usiłował także opóźnić przylot do Polski cichociemnego Jana Nowaka-Jeziorańskiego, wysłanego przez Naczelnego Wodza do KG AK z rozkazem niewszczynania Powstania.

Historyk Stanisław Salmonowicz – „najnowsze badania naukowe grzebią obraz generała Tatara jako realisty; w istocie był u boku S. Mikołajczyka głównym protagonistą idei powstania, dla niej wstrzymał bezprawnie depeszę Naczelnego Wodza wzywającego do ostrożności, a po klęsce sprytnie tuszował swoją rolę inspiratora”.

### Okres powojenny
Od stycznia 1945 w porozumieniu z Mikołajczykiem oraz gen. Kopańskim kierował centralą konspiracyjną „Hel” oraz fundacją (funduszem) „Drawa” do których przeniesiono większość aktywów po likwidacji Oddziału VI, w tym znaczne środki finansowe (ok. 6.451 tys. USD) pozostałe z dotacji prezydenta USA Roosevelta na wsparcie konspiracji w Polsce. Fundusz funkcjonował także w części jako przykrywkowe „Polskie Stowarzyszenie Samopomocy” (Polish Self-Help Association), do którego wciągnięto płk Edwarda Maliszewskiego (powrócił do Polski) oraz Franciszka Prochaskę (wyemigrował do Paryża); obaj sądzili, – jak wynika z protokołu przesłuchania Tatara z 11 listopada 1949, że utworzono je w celu zabezpieczenia pieniędzy Cichociemnych oraz kurierów. Pieniędzmi dysponowali: Tatar, Marian Utnik, Stanislaw Nowicki, Utnik wylansował dla nich nazwę „Komitet Trzech”. Obie struktury były podporządkowane Tatarowi, pozostałe osoby z kierownictwa były od niego zależne.
Zbigniew S. Siemaszko – „tajna organizacja montowana przez Tatara i jego głównych pomocników Nowickiego i Utnika była oparta na fałszerstwie. Polegało ono na tym, iz na zewnątrz występowali oni jako niepodległościowcy, działający zgodnie z legalnymi władzami znajdującymi się na emigracji, natomiast w rzeczywistości byli zdecydowanymi zwolennikami uległości, którą wprowadzał Mikołajczyk”.
W dyspozycji Tatara znajdowało się także złoto Funduszu Obrony Narodowej, przekazane mu przez gen. Mariana Kukiela. Jak relacjonował Tatar – „Złoty FON był przechowywany w jedenastu artyleryjskich skrzyniach, które zostały zaplombowane po komisyjnym przebadaniu, posegregowaniu i sporządzeniu dokładnych wykazów, dla każdej skrzyni osobny wykaz z wyszczególnieniem ścisłem wagi każdego przedmiotu. Łączna waga wszystkich złotych przedmiotów wynosiła 350 kg.” Gen. Kukiel rozporządzeniem z 10 lutego 1945, także pismem z 23 kwietnia 1945 do Tatara, zdecydował, że „złoty FON” ma zostać przeznaczony „na wydatki wojskowe związane z dalszą walką o niepodległość Polski” oraz „na pomoc dla żołnierzy byłej Armii Krajowej, pozostających w Polsce lub deportowanych”.

Jan Nowak-Jeziorański – „Tatar (…) miał opinię zdolnego oficera sztabowego, lecz rozpierała go ambicja i żądza władzy (…) Podwładnych terroryzował sposobem bycia. Oficerów Oddziału VI traktował jak „feldfebel” szeregowców. Od początku nie ukrywał żywiołowej nienawiści do Sosnkowskiego i kompleksu antysanacyjnego, graniczącego z abberacją (…) Tatar dyszał nienawiścią do piłsudczyków (…) Niestety, wygórowane ambicje Tatara nie miały żadnego pokrycia w jego inteligencji politycznej. Był pod tym względem naiwnym prymitywem (…) To czlowiek o ponurym, złym spojrzeniu”
W sierpniu 1945, podczas odprawy generałów Sztabu Naczelnego Wodza Tatar otwarcie ujawnił swoją chęć powrotu do „Polski Ludowej”. Od 1946 Tatar nawiązał kontakt z ppłk. dypl. Józefem Kuropieską, attaché wojskowym Ambasady R.P. w Londynie. Ujawnił, że dysponuje znacznymi pieniędzmi oraz zadeklarował chęć wyjazdu do Polski. 19 grudnia 1946 Kuropieska zameldował szefowi wywiadu „Polski Ludowej” gen. Wacławowi Komarowi – „jest najwyższy czas, aby zająć się pieniędzmi grupy Tatar, Utnik, Nowicki. Sądzę, że jest tego nie mniej niż 500 000 funtów.” W marcu 1947 Tatar spotkał się w Londynie z wiceszefem wywiadu płk. Stanisławem Flato oraz przekazał mu „Ogólny plan przekazania państwu polskiemu mienia znajdującego się pod opieką „Komitetu Drawa”. Jako warunki przekazania wymieniono m.in. unikanie rozgłosu, „opiekę, tak dla członków Komitetu i ich rodzin, jak i personelu współpracującego”. Plan zaakceptował gen. Marian Spychalski, prawdopodobnie w uzgodnieniu z Gomułką oraz / lub Bermanem.
19 czerwca 1947 – wbrew woli rządu R.P. na uchodźstwie – dziesięć metalowych skrzyń ze złotem FON Tatar z Utnikiem przekazali do ambasady „Polski Ludowej” w Londynie; ok. 40 proc. „złotego FON” przejął wywiad „Polski Ludowej” (Oddział II SG LWP) na potrzeby antyzachodniej działalności wywiadowczej. Tatar, Utnik i Nowicki otrzymali paszporty konsularne RP (PRL). Na spotkaniu 17 listopada 1979 w Kurii Biskupiej w Lublinie Tatar opowiadał, że w związku ze śmiercią gen. Lucjana Żeligowskiego w 1947, jako odpowiedzialny za przewiezienie jego ciała do Warszawy, wykorzystał tę sposobność do przewiezienia z Wielkiej Brytanii do Polski części zasobów Funduszu Obrony Narodowej – 350 kg złota. W rzeczywistości ok. 208 kg złota przewieziono pocztą dyplomatyczną, przerzutu dokonali kurierzy specjalni: płk Leon Szwajcer i Pola Landau-Leder. Do końca 1948 władzom „Polski Ludowej” przekazano także większość Funduszu „Drawa”. Przekazano także co najmniej pięćset teczek, w tym personalnych, dokumentacji Oddziału VI Sztabu Naczelnego Wodza, narażając w ten sposób osoby występujące w dokumentach na represje ze strony komunistycznych organów bezpieczeństwa. Po przylocie do Warszawy złoto FON formalnie przechowywano w skarbcu NBP, faktycznie w gabinecie szefa Oddziału II gen. Wacława Komara. Dopiero 8 marca 1948 wiceminister obrony narodowej Marian Spychalski zlecił przekazanie złota do NBP. Historyk dr Jarosław Pałka podkreśla – „Przekroczeniem granic zdrady było przekazanie [władzom „Polski Ludowej”] środków FON, ale nie ma dowodów na to, że Tatar był agentem sowieckim”.

„W końcu maja 1947 r. gen. bryg. Stanisław Tatar i jego wspólnicy – płk dypl. Stanisław Nowicki oraz ppłk dypl. Marian Utnik – zdecydowali się jawnie na współpracę z komunistycznym wywiadem wojskowym. Pod płaszczykiem szczytnych celów, za zdefraudowane pieniądze z funduszu „Drawa” oraz złoto Funduszu Obrony Narodowej, należące do polskiego rządu na emigracji, kupowali sobie faktycznie lepszą przyszłość w Polsce Ludowej. Tak przynajmniej sądzili, gdyż nieodległa przyszłość brutalnie zweryfikowała ich przypuszczenia. (...) Działania Komitetu, noszące wszelkie znamiona defraudacji majątku należącego do Skarbu Państwa, zawsze zmierzały w jednym kierunku: powrotu do Polski i wykorzystania zawłaszczonego majątku w celu zabezpieczenia własnej przyszłości. Oczywiście dążenia te na zewnątrz starannie maskowano troską o odbudowę kraju”
W lipcu 1948 prezydent Bolesław Bierut odznaczył gen. Tatara Krzyżem Oficerskim Orderu Odrodzenia Polski, płk. Nowickiego Krzyżem Kawalerskim Orderu Odrodzenia Polski; ppłk. Utnika marszałek Michał Rola-Żymierski awansował na pułkownika. Według planów szefa wywiadu „Polski Ludowej” gen. Wacława Komara, Tatar, Utnik i Nowicki mieli być wykorzystani jako agenci w rezydenturze wywiadu w Wielkiej Brytanii, pomimo iż byli w większości izolowani przez środowiska niepodległościowe w kraju i za granicą. Historyk Jerzy Poksiński wskazuje, że wysocy oficerowie wywiadu: gen. Wacław Komar, gen. Mieczysław Mietkowski, gen. Roman Romkowski, płk. Ignacy Krzemień, płk. Józef Czaplicki uznali, że przekazanie złota i pieniędzy ma charakter wrogi – „Powstała koncepcja „konia trojańskiego”, który nafaszerowany złotem i pieniędzmi przybywa do kraju, aby zyskać zaufanie władzy, a następnie rozpocząć wrogą przeciwko niej działalność.” Na polecenie Bieruta zdecydowano o aresztowaniu
Do końca 1948 Tatar, Utnik, Nowicki przekazali władzom „Polski Ludowej” prawie wszystkie aktywa. Działalność centrali „Hel” oraz funduszu „Drawa” zakończyła się bezpośrednio po wezwaniu we wrześniu 1949 Komisji Specjalnej Rady Narodowej R.P. w Londynie, badającej działalność gospodarczą emigracyjnych władz państwowych. Po otrzymaniu tego wezwania Utnik powiadomił o tym fakcie attachat wojskowy przy Ambasadzie R.P. w Londynie, ten zaś szefa wywiadu „Polski Ludowej” – gen. Wacława Komara. W Centralnym Archiwum Wojskowym zachował się list Mariana Utnika do Oddziału II (wywiad), w którym potwierdzał wcześniejsze ustalenia w sprawie utworzenia przez niego na terenie Wielkiej Brytanii trzech siatek wywiadowczych (do zbierania informacji wojskowych, naukowo-technicznych i politycznych) oraz instruował, kogo przysłać jako oficera wywiadu, aby mógł go „wprowadzić do środowiska jako mojego prywatnego znajomego”.
Utnik, a następnie Tatar i Nowicki zostali wezwani przez szefa wywiadu „Polski Ludowej” gen. Wacława Komara do przyjazdu do Polski, następnie aresztowani. Zaraz potem do Londynu przyjechała grupa funkcjonariuszy wywiadu „Polski Ludowej” z kluczami zabranymi aresztowanym. Po drobiazgowej rewizji skonfiskowali w siedzibie centrali „Hel” dokumenty i rzeczy, w tym dwie kasy pancerne, zawierające m.in. teczki personalne współpracowników i kurierów. Część dokumentów posłużyła jako dowody w późniejszych procesach, w śledztwach wymuszano zeznania m.in. stosując tzw. konwejer. Od lata 1951 do 1954, w stalinowskich tzw. „procesach tatarowskich” oskarżono 93 oficerów o udział w „spisku w wojsku” oraz „szpiegostwo”. 38 skazano na śmierć (18 później zmieniono na dożywotnie więzienie); pozostałych na wieloletnie więzienie (trzech zmarło za kratami), tylko jednego uniewinniono. Kierownik Grupy Specjalnej [Ministerstwa Bezpieczeństwa Publicznego] do opracowania materiałów archiwum O. Spec. Oddziału VI (Specjalnego) Stefan Szmit, w piśmie z 27 czerwca 1951 do wiceministra bezpieczeństwa publicznego Mieczysława Mietkowskiego ujawnił, że całość przejętych akt Oddziału VI umożliwiła bezpiece zidentyfikowanie aż 12 516 osób.
W 1951 w pokazowym tzw. procesie „TUN” zwanym także procesem generałów skazany na karę dożywotniego więzienia. Osadzony w zakładzie karnym we Wronkach, skąd w wyniku amnestii wyszedł na wolność w maju 1956, został zrehabilitowany. Krótko był doradcą ministra obrony narodowej do spraw II wojny światowej, potem wycofał się z życia publicznego, spotykał się z niechęcią kombatanckich środowisk AK. Zmarł 16 grudnia 1980 w Warszawie, pochowany na Cmentarzu Wojskowym na Powązkach (kwatera A18-8-28). Na jego pogrzebie MON reprezentowali: gen. bryg. dr Rudolf Dzipanow oraz gen. bryg. w st. spocz. Franciszek Skibiński.

## Życie prywatne
Mieszkał w Warszawie. Od początku lat 30. był żonaty z Marią Woydat (1902-1996). Małżeństwo miało córkę. Miał dwóch braci i dwie siostry.

## Stanisław Tatar w filmie
Postać generała Stanisława Tatara występuje w filmie Kurier (2019) w reżyserii Władysława Pasikowskiego. Rolę tę grał Rafał Królikowski, a także w filmie Generał Nil (2009) w reżyserii Ryszarda Bugajskiego, w którym w postać generała wcielił się Tomasz Dedek.

## Ordery i odznaczenia
- Krzyż Złoty Orderu Wojennego Virtuti Militari
- Krzyż Srebrny Orderu Wojskowego Virtuti Militari (1921)[27]
- Krzyż Oficerski Orderu Odrodzenia Polski (1948)
- Krzyż Kawalerski Orderu Odrodzenia Polski (1938)
- Krzyż Niepodległości (4 listopada 1933)[28]
- Krzyż Walecznych (pięciokrotnie, po raz 1 i 2 w 1921[29], 1922, 1944)
- Złoty Krzyż Zasługi (19 marca 1936)[30]
- Order Łaźni (Wielka Brytania, 1944)
- Krzyż Oficerski Orderu Legii Honorowej (Francja, 1937)
- Order Świętej Anny II klasy (Imperium Rosyjskie)
- Order Świętej Anny III klasy (Imperium Rosyjskie)
- Order Świętego Stanisława II klasy (Imperium Rosyjskie)
- Order Świętego Stanisława III klasy (Imperium Rosyjskie)
- Medal międzysojuszniczy „Médaille Interalliée”[31]